# مگس‌های مردارخوار سیاه
مگس‌های مردارخوار سیاه (نام علمی: Sepsidae) نام یک تیره از زیرراسته کوتاه‌شاخکان است.